# Municipio de Park (Minnesota)
El municipio de Park (en inglés: Park Township) es un municipio ubicado en el condado de Pine en el estado estadounidense de Minnesota. En el año 2010 tenía una población de 37 habitantes y una densidad poblacional de 0.39 personas por km².

## Geografía
El municipio de Park se encuentra ubicado en las coordenadas 46°16′54″N 92°31′14″O / 46.28167, -92.52056. Según la Oficina del Censo de los Estados Unidos, el municipio tiene una superficie total de 95.16 km², de la cual 94.64 km² corresponden a tierra firme y (0.54 %) 0.52 km² es agua.

## Demografía
Según el censo de 2010, había 37 personas residiendo en el municipio de Park. La densidad de población era de 0.39 hab./km². De los 37 habitantes, el municipio de Park estaba compuesto por el 75.68 % blancos, el 24.32 % eran asiáticos. Del total de la población el 2.7 % eran hispanos o latinos de cualquier raza.